# Список Героев Советского Союза (Херсонская область)
Список Героев Советского Союза из Херсонской области Украины (родившихся или живших там).

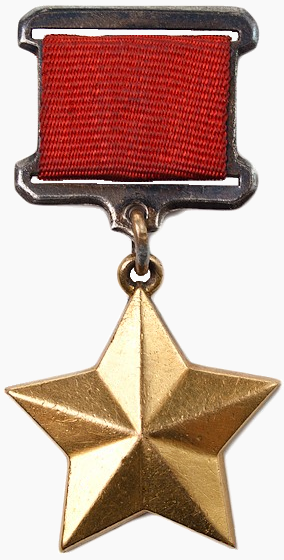
Медаль «Золотая Звезда» — вручалась Героям Советского Союза

| №  | Фамилия, Имя Отчество           | Год рождения |
| -- | ------------------------------- | ------------ |
| 1  | Ананьев, Иван Фёдорович         | 1910         |
| 2  | Антипенко, Иосиф Степанович     | 1910         |
| 3  | Баршт, Абрек Аркадьевич         | 1919         |
| 4  | Бережной, Иван Михайлович       | 1924         |
| 5  | Бордунов, Алексей Николаевич    | 1925         |
| 6  | Бурназян, Сергей Авдеевич       | 1914         |
| 7  | Винер, Леонид Леонидович        | 1922         |
| 8  | Висовин, Константин Гаврилович  | 1918         |
| 9  | Воловодов, Борис Наумович       | 1914         |
| 10 | Выдриган, Николай Захарович     | 1920         |
| 11 | Гардеман, Григорий Иванович     | 1907         |
| 12 | Гречихин, Никита Артёмович      | 1903         |
| 13 | Гридасов, Дмитрий Тихонович     | 1925         |
| 14 | Гришин, Иван Трифонович         | 1919         |
| 15 | Дровник, Владимир Михайлович    | 1924         |
| 16 | Дубинда, Павел Христофорович    | 1914         |
| 17 | Жолобов, Виталий Михайлович     | 1937         |
| 18 | Загной, Владимир Карпович       | 1926         |
| 19 | Зюзь, Иван Иванович             | 1925         |
| 20 | Казинец, Исай Павлович          | 1910         |
| 21 | Кайда, Анатолий Григорьевич     | 1916         |
| 22 | Королюк, Иван Петрович          | 1896         |
| 23 | Красник, Иван Яковлевич         | 1897         |
| 24 | Кудря, Иван Данилович           | 1913         |
| 25 | Кулик, Илья Александрович       | 1924         |
| 26 | Левицкий, Тимофей Яковлевич     | 1913         |
| 27 | Литвинов, Прокофий Лукич        | 1914         |
| 28 | Литвяк, Лидия Владимировна      | 1921         |
| 29 | Лютый, Александр Сергеевич      | 1920         |
| 30 | Ляпота, Степан Константинович   | 1906         |
| 31 | Москаленко, Михаил Илларионович | 1919         |
| 32 | Носаль, Евдокия Ивановна        | 1918         |
| 33 | Оводовский, Григорий Яковлевич  | 1906         |
| 34 | Покрышев, Пётр Афанасьевич      | 1914         |
| 35 | Полевой, Иван Степанович        | 1907         |
| 36 | Резник, Фёдор Григорьевич       | 1920         |
| 37 | Соценко, Александр Никитович    | 1924         |
| 38 | Суббота, Николай Никитович      | 1913         |
| 39 | Стрижак, Владимир Степанович    | 1911         |
| 40 | Танский, Николай Георгиевич     | 1920         |
| 41 | Терещенко, Михаил Кондратьевич  | 1913         |
| 42 | Чепурин, Филипп Фёдорович       | 1911         |